# دانيال توما
دانيال توما (بالرومانية: Daniel Toma)‏ هو لاعب كرة قدم روماني في مركز الوسط، ولد في 22 أبريل 2000 في بوخارست في رومانيا. لعب مع ستيوا بوخارست.

## وصلات خارجية
- دانيال توما على موقع قاعدة بيانات كرة القدم.إي يو (الإنجليزية)
- دانيال توما على موقع Soccerway.com (الإنجليزية)